# Indigofera leptosepala
Indigofera leptosepala là một loài thực vật có hoa trong họ Đậu. Loài này được Nutt. miêu tả khoa học đầu tiên năm 1838.